# .blog
.blog est un domaine de premier niveau générique (gTLD) du Domain Name System (DNS), géré par l'entreprise américaine Automattic. Les nouveaux noms de domaine sont disponibles depuis le 12 mai 2016. Tout le monde peut en demander un. Ce nom de domaine est bien sûr principalement destiné aux blogs.

## Histoire
À la fin de l'année 2013, en raison de préoccupations concernant des « collisions de noms », dans lesquelles des entreprises pourraient potentiellement utiliser certains gTLD proposés en interne pour leur propre usage, l'ICANN a arrêté la progression du .blog et de 24 autres gTLD proposés en attendant un examen plus approfondi.
En 2015, les droits du TLD .blog ont été vendus aux enchères à Automattic pour une somme estimée à 19 millions de dollars américains. Le TLD est devenu actif le 12 mai 2016.

## Statistiques d'usage
En janvier 2025, environ 312 000 domaines utilisent l'extension .blog.